# Eduard Barsegjan
Eduard (Edward) Barsegjan (* 15. července 1980 Vagharšapat) je bývalý původem arménský zápasník – klasik, který od roku 2008 reprezentoval Polsko.

## Sportovní kariéra
Zápasení se věnoval od 8 let v rodném Vagharšapatu (dříve Ečmiadzin). Specializoval se na řecko-římský styl. Od juniorského věku se pohyboval v širším výběru arménské reprezentace. V rámci dobrých vztahů mezi arménskými a kašubskými zápasnickými kluby se v roce 2003 poprvé podíval do Polska a od roku 2005 se v Polsku usadil. V roce 2008 obdržel polské občanství. V témže roce se stal členem polské mužské reprezentace ve váze do 60 kg, ale na olympijské hry v Pekingu se nekvalifikoval. V roce 2009 měl výborný vstup do sezony, ale v dalších letech se výsledkově trápil kvůli vleklým zraněním. V roce 2012 neuspěl v olympijské kvalifikaci na olympijské hry v Londýně. Sportovní kariéru ukončil před olympijskou sezonou 2016. Věnuje se trenérské práci v polských Kartuzach.

## Výsledky
| Turnaj             | 2008 | 2009 | 2010 | 2011 | 2012 | 2013 | 2014 |
| Turnaj             | 28   | 29   | 30   | 31   | 32   | 33   | 34   |
| Turnaj             | -60  | -60  | -60  | -60  | -60  | -60  | -59  |
| ------------------ | ---- | ---- | ---- | ---- | ---- | ---- | ---- |
| Olympijské hry     | —    |      |      |      | —    |      |      |
| Mistrovství světa  |      | úč.  | —    | úč.  |      | 5.   | úč.  |
| Mistrovství Evropy | úč.  | 2.   | —    | úč.  | úč.  | —    | úč.  |